# 恰亞河 (勒拿河支流)
恰亞河是俄羅斯的河流，屬於勒拿河的右支流，由布里亞特共和國和伊尔库茨克州負責管轄，河道全長353公里，流域面積11,400平方公里，河水主要來自雨水。